# Taschereau
Taschereau es un municipio canadiense situado en la provincia de Quebec.

## Superficie
Taschereau tiene una superficie de 246,97 km².

## Demografía
En 2021, tenía 898 habitantes, una densidad poblacional de 3,6 hab./km², y 460 viviendas.